# Da 90/53
Cannone da 90/53 modello 39は、イタリア王国のアンサルド社が設計開発した、口径90mmの高射砲である。最初の試作品は1939年に完成し、同年にイタリア王国陸軍に制式採用され量産が開始された。
この砲はドイツの8.8 cm FlaK 18/36/37と同様に、対戦車砲としても高い性能を発揮した。このため、1943年のイタリア無条件降伏後はドイツ国防軍に接収され、9 cm Flak 41(i)もしくは9 cm Flak 309/1(i)の鹵獲兵器コードを与えられた。一部はドイツ本土の防空のためにドイツへ送られたが、接収された砲の大半はイタリア戦線で運用された。

## 車載
Da 90/53はM14/41中戦車の車体に搭載したセモヴェンテ da 90/53自走対戦車砲の主砲として用いられたほか、トラックの荷台部分に火砲を搭載したAutocannoneとしても運用されており、積載用のトラックにはランチア 3Roやブレダ52が用いられた。

## 登場作品
『R.U.S.E.』
イタリアの対空・対戦車砲として登場。